# Irwin Rose
Irwin Allan Rose (ur. 16 lipca 1926 w Nowym Jorku, zm. 2 czerwca 2015 w Deerfield, Massachusetts) – amerykański biolog.
W 2004 roku wraz z Aaronem Ciechanowerem i Awramem Herszko, otrzymał Nagrodę Nobla w dziedzinie chemii za odkrycie procesu degradacji białek w komórkach, w którym bierze udział białko ubikwityna.
Tytuł profesora otrzymał na Uniwersytecie Chicagowskim w 1952 roku. Pracował jako specjalista Wydziału Psychologii i Biofizyki College of Medicine na Uniwersytecie Kalifornijskim w Irvine.

## Publikacje
- Hershko, A., Ciechanover, A., and Rose, I.A. (1979) „Resolution of the ATP-dependent proteolytic system from reticulocytes: A component that interacts with ATP”. Proc. Natl. Acad. Sci. USA 76, pp. 3107–3110.
- Hershko, A., Ciechanover, A., Heller, H., Haas, A.L., and Rose I.A. (1980) „Proposed role of ATP in protein breakdown: Conjugation of proteins with multiple chains of the polypeptide of ATP-dependent proteolysis”. Proc. Natl. Acad. Sci. USA 77, pp. 1783–1786.